# League of Ireland First Division 2024
Die League of Ireland First Division 2024 (offiziell: SSE Airtricity League First Division nach dem Ligasponsor Airtricity) war die 40. Spielzeit der zweithöchsten irischen Fußballliga. Die Saison begann am 16. Februar 2024 und endete mit den Relegationsspielen im November 2024.

## Modus
Alle Mannschaften spielten jeweils viermal an 36 Spieltagen gegeneinander um die Meisterschaft. Das Team auf dem ersten Platz stieg direkt in die 1. Liga auf. Die Teams auf den Plätzen 2–5 spielten eine Relegation um den Aufstieg gegen den 9. der 1. Liga. Es gab keinen sportlichen Absteiger.

## Vereine
| Verein                        | Stadt      | Stadion              | Kapazität |
| ----------------------------- | ---------- | -------------------- | --------- |
| Athlone Town                  | Athlone    | Athlone Town Stadium | 2.500     |
| Bray Wanderers                | Bray       | Carlisle Grounds     | 4.000     |
| Cobh Ramblers                 | Cobh       | St. Colman’s Park    | 4.000     |
| Cork City                     | Cork       | Turners Cross        | 7.485     |
| Finn Harps                    | Ballybofey | Finn Park            | 4.500     |
| Kerry FC                      | Tralee     | Mounthawk Park       | 1.200     |
| Longford Town                 | Longford   | Bishopsgate          | 5.000     |
| Treaty United                 | Limerick   | Markets Field        | 5.000     |
| University College Dublin AFC | Dublin     | UCD Bowl             | 2.400     |
| Wexford FC                    | Wexford    | Ferrycarrig Park     | 2.500     |

## Abschlusstabelle
| Pl. | Verein                            | Sp. | S  | U  | N  | Tore    | Diff. | Punkte |
| --- | --------------------------------- | --- | -- | -- | -- | ------- | ----- | ------ |
| 1.  | Cork City (A)                     | 36  | 22 | 12 | 2  | 064:230 | +41   | 78     |
| 2.  | University College Dublin AFC (A) | 36  | 14 | 14 | 8  | 047:370 | +10   | 56     |
| 3.  | Wexford FC                        | 36  | 15 | 11 | 10 | 061:560 | +5    | 56     |
| 4.  | Athlone Town                      | 36  | 15 | 10 | 11 | 051:490 | +2    | 55     |
| 5.  | Bray Wanderers                    | 36  | 14 | 9  | 13 | 054:470 | +7    | 51     |
| 6.  | Finn Harps                        | 36  | 12 | 10 | 14 | 039:430 | −4    | 46     |
| 7.  | Treaty United                     | 36  | 11 | 11 | 14 | 041:430 | −2    | 44     |
| 8.  | Cobh Ramblers                     | 36  | 12 | 8  | 16 | 041:560 | −15   | 44     |
| 9.  | Longford Town                     | 36  | 6  | 11 | 19 | 041:640 | −23   | 29     |
| 10. | Kerry FC                          | 36  | 5  | 12 | 19 | 034:550 | −21   | 27     |

Platzierungskriterien: 1. Punkte – 2. Tordifferenz – 3. geschossene Tore

| (A) | Absteiger aus der Premier Division 2023 |

## Relegation
Der Gewinner spielte gegen den 9. der Premier Division um den Aufstieg.

### Runde 1
Die Spiele fanden am 24. und 28. Oktober 2024 statt.
|                                   | Gesamt |                    | Hinspiel | Rückspiel |
| --------------------------------- | ------ | ------------------ | -------- | --------- |
| University College Dublin AFC (2) | 1:2    | Bray Wanderers (5) | 0:2      | 1:0       |
| Wexford Youths (3)                | 0:1    | Athlone Town (4)   | 0:1      | 0:0       |

### Runde 2
Das Spiel fand am 2. November 2024 statt.
|                    | Ergebnis      |                  |
| ------------------ | ------------- | ---------------- |
| Bray Wanderers (5) | 2:2 4:2 i. E. | Athlone Town (4) |

## Finale
Das Spiel fand am 16. November 2024 im Tallaght Stadium in Dublin statt.
|                | Ergebnis |                 |
| -------------- | -------- | --------------- |
| Bray Wanderers | 1:3      | Drogheda United |

Beide Vereine blieben in ihren jeweiligen Ligen